# Cobanus beebei
Cobanus beebei là một loài nhện trong họ Salticidae.
Loài này thuộc chi Cobanus. Cobanus beebei được Alexander Petrunkevitch miêu tả năm 1914.